# 송유근
송유근(宋幽根, 1997년 11월 27일 ~ )은 대한민국의 전 대학원생이다. 그는 어릴 적부터 천재로서 주목을 받으며 방송에 출연하였으며, 2005년 검정고시를 통해 중졸 및 고졸 학위를 획득함으로서 다른 학생들보다 의무교육과정을 일찍 마쳤다. 하지만 2009년 과학기술연합대학원대학교(UST) 석·박사 통합과정으로 한국천문연구원 캠퍼스에 입학한 후 2015년 게재한 논문이 표절이라고 판정되었다. 또한 이후 2018년도 6월 박사학위 논문 심사에서 탈락하여 UST의 졸업 연한 기준에 의해 최종적으로 학위를 획득하지 못하고 수료 상태로 학교를 떠나게 되었다. UST의 관계자에 따르면, 그는 박사학위 논문 발표에서 심사위원들의 질문에 답을 잘 못하는 등 전공 분야에 대해 기본적인 지식을 갖추고 있지 않았다고 전해진다. 이후 그는 육군에서 군 복무를 마치고 2020년도 8월 병장 만기 제대를 하였다.
한편 학계 온라인 커뮤니티 등지에서는 논문 표절 사건 이전부터 그의 천재성에 대한 의심이 있어 왔다.

## 약력
- 2004년 11월 (만6세) - 심석초등학교 입학 (6학년)
- 2004년(만6세) 정보처리기능사(최연소합격), 정보기기운용기능사(최연소합격)
- 2005년 2월 (만7세) - 심석초등학교 졸업
- 2005년 중졸, 고졸 검정고시 합격
- 2005년 11월 (만7세) - 인하대학교 합격
- 인하대학교 자퇴
- 2009년 2월 (만11세) - 학점은행제를 통해 전자계산학전공 이학사학위 취득
- 2009년 3월 (만11세) - 과학기술연합대학원대학교 입학
- 2015년 표절로 인한 SCI 논문 철회
- 2018년 과학기술연합대학원대학교 제적
- 2018년 10월 도쿄대학교 일본국립천문대 객원연구생
- 2018년 12월21일 - 법원 결정으로 제적 효력 정지
- 2018년 12월24일 - 육군 현역 입대(7공병여단)
- 2019년 7월12일 -법원 제적 처분 적법 판결
- 2020년 8월2일 - 육군 현역 만기 전역(병장)
- 2023년 8월 유니버시티칼리지런던(UCL) 뮬러드우주과학연구소 (MSSL) 방문연구원

## 생애
송유근의 부모는 그가 여섯 살에 상대성이론을 이해하고 대학 수준의 미적분 문제를 풀어내었다고 주장하였다. 그러나 KBS 2TV 다큐멘터리 프로그램 <인간극장>의 취재에 의하면 그는 초등학교 수준의 문제도 풀지 못하는 모습을 보였으며, 방송 영상에서 그가 푼 미적분 문제는 풀이와 답이 모두 틀렸음이 확인된다. 또한 초등학교 6학년 때 수학 시험을 봐서 점수 12점을 받았다.
2005년 8월 29일 고졸 검정고시를 합격하였고, 2006년 인하대학교 자연과학대학에 입학하며 만 8세에 최연소 대학생이 되었다. 대학 입학 후 그는 전공과목만 대학 교수로부터 멘토링을 받았고, 그 외 시간에는 인근 초등학교를 청강하며 같은 나이의 아이들과 비슷한 생활을 하였다. 하지만 송유근은 다른 인하대생과 달리 수업에서 상대평가 방식으로 점수를 받지 않았다고 알려졌다. 이후 인하대학교를 자퇴하고 독학학위제 시험 등으로 157학점을 취득하여 학점은행 제도를 통해 전자계산학 학사 학위를 받았다. 2009년 과학기술연합대학원대학교 천문우주과학전공 석사과정에 입학하였다.
2010년부터 2013년까지는 충남대학교에서 양자장이론, 핵물리학, 천체물리학에 관한 대학원 강의를 수강했다. 2012년부터 2년간 이화여자대학교 수학과에서 위상수학에 대한 대학원 세미나를 들었고, 2014년부터 한국천문연구원의 박석재 연구위원과 이화여대 수학과 조용승 교수로부터 천체물리학 전공으로 논문 지도를 받았다. 또한 당시 학위 취득 이후에 위상수학의 모스 이론(Morse Theory)을 연구하고 싶다 밝힌 바 있다.

### 통합과정 제적과 소송
송유근은 2009년 과학기술연합대학원대학교(UST) 한국천문연구원 캠퍼스에 입학했지만, 2018년 6월 졸업을 위한 박사 학위 논문 최종 심사에서 불합격하여 졸업 연한인 8년 안에 박사 학위를 취득하는 데 실패했다. UST 측은 "블랙홀을 주제로 한 박사학위 논문 발표에서 심사위원 질문에 제대로 답을 하지 못했다"며 불합격 이유를 전했다. 이후 그는 2018년 12월에 현역으로 군에 입대하였다. 제7기동군단 공병여단 주임원사 운전병으로 복무했는데 과학연구와는 아무 상관없는 보직이다. 본디 송유근이 진짜 천재가 맞다면 여기가 아닌 국방과학연구소의 연구원으로 입대해야 맞으며 국방과학연구소 연구원은 현역 대위 신분으로 입대하기 전에 자신이 전공하던 분야에서 계속 이어서 과학 연구를 한다.
한편 송유근은 군 입대 직전 법원으로부터 연차초과 제적 결정의 효력 정지 결정을 받아내었으나, 가처분이 취소되어 제적되었다. 따라서 그는 박사과정 졸업이 아닌 수료과정 제적 상태로 남게 되었다.

## 논란

### 가짜 발명품
2005년 송유근과 그의 아버지는 송유근이 국민의 성원에 힘입어 공기청정장치를 개발했다고 주장하며 송유근과 같은 인재에 "금전적 행정적 지원"이 필요하다 주장했다. 그러나 이 공기청정기는 국내 한 중소기업의 연구원이 개발한 것을 송유근의 아버지가 허락없이 가져가 송유근이 발명한 것이라 거짓말을 한 것으로 밝혀졌다.
당시 송유근의 아버지 송수진은 기자회견에서 "유근이가 그간 사회로부터 받은 도움에 보답하기 위해 과학 이론을 토대로 공기정화기를 고안했다"며 제품을 소개했다. 하지만 이후 한 중소기업이 "해당 공기정화기는 송 씨가 회사를 찾아와 연구원들이 만들어 놓은 공기측정장비를 빌려갔다"고 밝혔다. 거짓이 밝혀지자 송유근의 아버지는 한 언론을 통해 "대규모 기자회견은 처음이어서 분위기에 휩쓸려 장비에 대해 잘못 표현한 부분도 있을지 모르겠다"고 해명하였다.

### 논문 표절
디씨인사이드 등의 인터넷 커뮤니티에서 송유근의 SCI논문과 지도교수 박석재 박사의 발표자료가 상당부분 일치한다고 주장해 논란이 일었다. 게다가 이 논문이 게재된 저널의 논문의 심사자가 박석재 박사의 지도교수였음이 밝혀졌고 일부 누리꾼이 미국의 천문학자에게 표절여부를 밝혀달라는 메일을 보내기도 하였으며, 해외 석학들이 모인 천문학 커뮤니티에서도 논문의 표절여부에 대해 많은 토의가 이루어졌다.
블랙홀 연구 논문을 게재했던 국제학술지 '천체물리학저널(Astrophysical Journal·2015년 10월 5일자)'이 송군의 논문 게재를 철회했다. 이 저널은 2015년 11월 24일(미국 현지시간) 표절 문제로 이 논문의 게재를 철회한다고 밝혔다. 저널은 송유근과 한국천문연구원(KASI) 박석재 연구위원이 공동저자로 참여해 제출한 이 논문이 2002년 박 연구위원이 학회에서 발표한 발표자료(Proceeding)를 많은 부분 그대로 사용하고도 인용 사실을 밝히지 않은 점을 논문 철회 이유로 들었다.
| “ | Song & Park (2015) draws extensively from an earlier publication by Dr. Park, “Stationary Versus Nonstationary Force-Free Black Hole Magnetospheres," in Black Hole Astrophysics 2002: Proceedings of the Sixth APCTP Winter School (World Scientific Publishing Co., 2002). In fact, the differences are modest, mostly confined to an alternate formulation of the analytic results, and could raise the question of copyright violation. Park (2002) is not part of the peer-reviewed literature, and scientists frequently use a conference proceeding as the rough draft of a subsequent submission to a professional peer-reviewed journal. However, in this case the overlap between the 2002 book chapter and 2015 paper is exceptionally large. | ” |
|   | — The American Astronomical Society, Astrophysical Journal Paper Retracted for Plagiarism |   |

| “ | "This article by Yoo Geun Song & Seok Jae Park has been retracted at the request of the Editor-in-Chief due to an unacceptably large overlap with "Stationary Versus Nonstationary Force-Free Black Hole Magnetospheres," published in Black Hole Astrophysics 2002: Proceedings of the Sixth APCTP Winter School (World Scientific Publishing Co., 2002). Please see https://aas.org/posts/news/2015/11/astrophysical-journal-paper-retracted-plagiarism for a more complete explanation." | ” |
|   | — Astrophysical Journal, RETRACTION: "AXISYMMETRIC, NONSTATIONARY BLACK HOLE MAGNETOSPHERES: REVISITED" |   |

ApJ의 논문철회로 인해, 송유근은 2016년 2월 만 18세로 국내 최연소 박사가 될 것으로 보였으나, SCI 논문이 1개 이상 필요한 한국천문연구원의 박사학위 수여 요건에 따라 박사 학위 취득은 무산되었다.
송유근의 지도교수인 박석재 박사는 자신의 블로그를 통해 표절 사실을 전면 부인했으나 표절판정이 확정된 이후 기자회견을 통해 사과했다. UST 측에서는 표절 판정 이후 학칙에 따라 징계 절차에 들어가겠다고 밝혔다.
2016년 4월 과학기술연합대학원대학교(UST)는 송유근과 박석재 교수를 징계조치했다. 박석재 교수는 해임되었고, 송유근은 2주간 근신과 반성문 제출로 징계가 결정됐다. 하지만 송유근은 징계에 대해 불복하였다.

### 두번째 논문 표절
논문이 표절로 판명되어 저널에서 철회된 후 쓴 두번째 논문 역시 표절로 판명되었다. 코넬대의 아카이브 자동 논문표절 판독기에 의해 표절로 판명되었는데 2016년 5월 송유근이 이화여자대학교 교수인 조용승 교수의 논문을 순서만 바꿔서 표절한 사실 역시 드러났다.

## 방송 활동
2005년 11월에 코오롱건설의 아파트 '하늘채'의 광고 모델로 발탁되었다. 당시 광고는 집중력을 강화시켜 준다는 파란색으로 방 색깔을 바꿔주자 열심히 공부를 하게 된다는 '컬러 테라피' 개념을 강조하는 내용이었다.
2015년 4월에는 SBS의 '영재발굴단'과 '뉴스토리'에 출연하여 한국천문연구원에서 박사과정 생활을 하는 모습을 보여주었다.
2015년 5월에는 SBS가 주최하는 '서울 디지털 포럼(SDF)'에서 연사로 초청된 세계적인 이론물리학자이자 영화 인터스텔라의 책임프로듀서인 킵 손 박사와 인터뷰를 진행하기도 하였다.
2015년 11월에는 기독교방송 라디오의 프로그램 김현정의 뉴스쇼에 출연해 표절판정 이후의 심경을 밝혔다.
2018년 10월에 SBS 스페셜에서 출연하여 일본 국립천문대에서 새로운 연구에 몰두 중이고 12월에 현역으로 입대한다고 밝혔다. 그리고 이것이 그의 마지막 방송활동이다.

## 같이 보기
- 표절
- 학문적 부정직
- 김웅용
- 황우석